# Unzial 070
Unzial 070 (in der Nummerierung von Gregory-Aland, von Soden ε 6) ist ein griechisch-koptisches Diglot-Unzialmanuskript des Neuen Testaments. Mittels Paläographie wurde es auf das 6. Jahrhundert datiert. 
Von demselben Manuskript stammen auch die Kodizes 0110, 0124, 0178, 0179, 0180, 0190, 0191, 0193, 0194 und 0202.

## Inhalt
Die ursprüngliche Handschrift ist in 10 Teile mit eigener Nummerierung aufgeteilt. Der Inhalt des jeweiligen Unzialmanuskriptes ist:
070 (13 Folios) – Lukas 9,9–17; 10,40–11,6; 12,15–13,32; Johannes 5,31–42; 8,33–42; 12,27–36
0110 (1 Folio) – Johannes 8,13–22
0124 (22 Folios) – Lukas 3,19–30; 10,21–30; 11,24–42; 22,54–65; 23,4–24,26; Johannes 5,22–31; 8,42–9,39; 11,48–56; 12,46–13,4
0178 (1 Folio) – Lukas 16,4–12
0179 (1 Folio) – Lukas 21,30–22,2
0180 (1 Folio) – Johannes 7,3–12
0190 (1 Folio) – Lukas 10,30–39
0191 (1 Folio) – Lukas 12,5–14
0193 (1 Folio) – Johannes 3,23–32
0202 (2 Folios) – Lukas 8,13–19; 8,55–9,9.

## Beschreibung
Der Kodex enthält Teile des Lukasevangeliums und Johannesevangeliums. Er ist auf 44 Pergamentblättern (37 × 28 cm) beschrieben. Jede Seite hat zwei Spalten mit je 35 Zeilen. Die koptischen Texte sind nicht vollständig identisch mit den griechischen Texten. Das Manuskript wurde in runden, nicht komprimierten Buchstaben geschrieben. Die Seiten haben koptische Nummern. Spiritus asper, Spiritus lenis und Akzente sind vorhanden, aber häufig falsch gesetzt. Wahrscheinlich wurde es von einem koptischen Schreiber geschrieben, da er in Lukas 13,21 βαβουσα anstatt λαβουσα schrieb und in Lukas 13,16 δεκαι anstelle von δεκα και verwendete.
Einige Blätter (Lukas 12,15–13,32; Johannes 8,33–42) gehörten einst Karl Gottfried Woide, der sie aus Ägypten erhalten hatte. Sie sind als Fragmentum Woideanum bekannt und wurden mit Ta oder Twoi bezeichnet. Zeitweise wurden sie mit dem Codex Borgianus verwechselt.

## Derzeitige Aufbewahrung
Der Kodex ist in 11 Teile zerlegt und wird an fünf Orten aufbewahrt. Das Manuskript hat mehrere Nummern, weil erst später bekannt wurde, dass die verschiedenen Teile zur selben Handschrift gehören.
- Fragmentum Woideanum von 070 ist Teil der Clarendon Press Collection der Bodleian Library, b. 2 Oxford, mit der Aufschrift „Coptic and Sahidic Manuscripts from Cairo“
- weitere Teile von 070 werden in der Bibliothèque nationale de France, Copt. 132,2 Paris aufbewahrt
- die restlichen Teile von 070 befinden sich im Louvre, MSE 10014, 10092k
- 0110 wird in der British Library, Add. 34274, 1 f., London aufbewahrt
- 0194 (=0124) und 0202 befinden sich in der British Library, Or. 3579 B [29], fol. 46, 47, 2 ff. London
- 0124, 0179, 0180, 0190, 0191 und 0193 befinden sich in der Bibliothèque nationale de France, Copt. 129,7 Paris,
- 0178 befindet sich in der Österreichischen Nationalbibliothek (1 f), in Wien.[1]

Aland ordnete den Text des Kodex in Kategorie III ein.